# Farveløse verden
Farveløse verden er en dansk kortfilm fra 2002 med instruktion og manuskript af Rasmus Høgdall Mølgaard.

## Handling
Den unge drømmer Mauritzen forsøger at smugle en blå blomst til sin kæreste i en verden, hvor blomster er forbudt af en totalt kontrollerende regering.